# Fasse dich kurz!

Gestaltung der 1930er Jahre in Fraktur in der Deutschen Reichsbahn

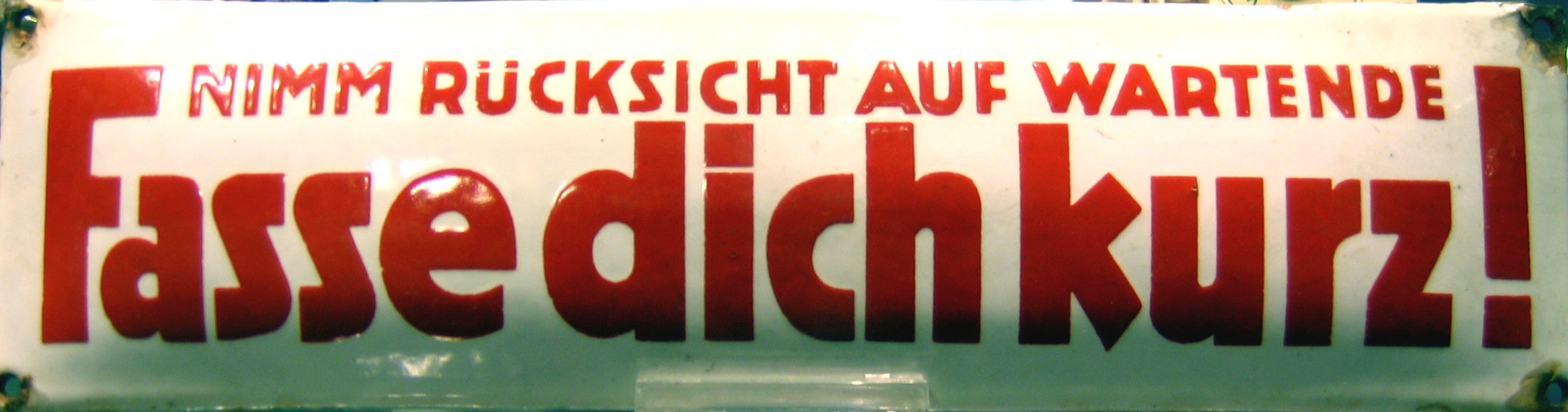
Spätere Gestaltung in einer Grotesk-Antiqua

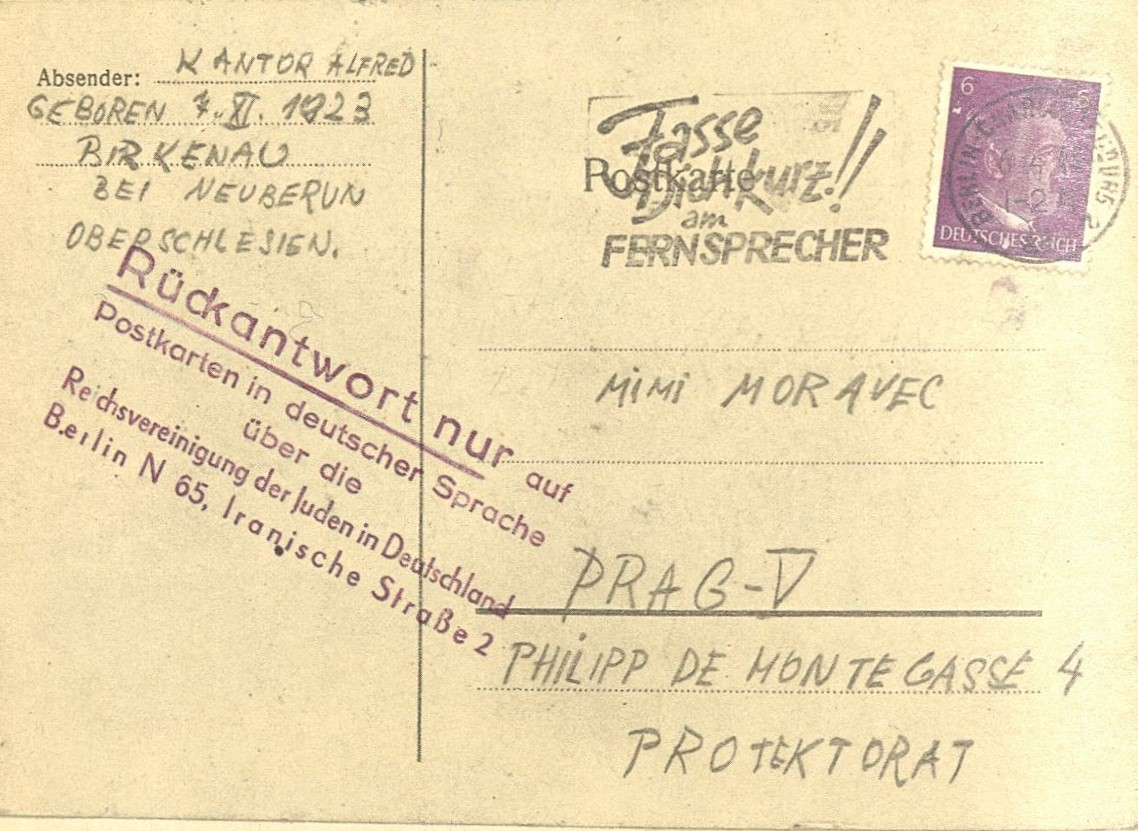
Berliner Poststempel auf einer Postkarte Alfred Kantors aus dem KZ Auschwitz (1944)

Fasse dich kurz!, oft ergänzt durch den Hinweis Nimm Rücksicht auf Wartende, war eine Aufforderung, die in Deutschland von den 1930ern bis in die 1970er Jahre – in der DDR noch länger – neben nahezu allen öffentlichen Fernsprechern angebracht oder in Telefonbüchern gedruckt war.
Die unübersehbar neben den Telefonen platzierten Emailleschilder mit roter Aufschrift wurden für notwendig gehalten, da es noch keinen Zeittakt für Ortsgespräche gab. Das Gespräch konnte daher nach Einwurf des notwendigen Betrags in den Münzfernsprecher beliebig ausgedehnt werden.
Da private Telefonanschlüsse noch wenig verbreitet waren, stellten Telefonzellen für die Anwohner der näheren Umgebung oftmals die einzige Möglichkeit dar, Telefongespräche zu führen. Reisende waren in Zeiten vor Verbreitung von Mobiltelefonen ohnehin auf öffentliche Fernsprecher angewiesen. Infolgedessen waren die Fernsprecher meist stark frequentiert. Wenn Benutzer die praktisch unbegrenzte Gesprächszeit für besonders ausgedehnte Gespräche verwendeten, konnte es somit rasch zur Bildung längerer Warteschlangen vor den Telefonzellen kommen. Um dem entgegenzuwirken, mahnten die Reichspost, die Deutsche Bundespost sowie die Deutsche Post (DDR) ihre Kunden durch die auffälligen Schilder zu Gesprächsdisziplin.
In Westdeutschland verlor mit der steigenden Zahl von Privatanschlüssen und der daraus resultierenden geringeren Nutzung der öffentlichen Fernsprecher die Aufforderung im Lauf der Jahrzehnte ihren Sinn. Noch bevor die Deutsche Bundespost am 1. Januar 1980 den Zeittakt für Ortsgespräche einführte und damit die unbegrenzte Gesprächsdauer abschaffte, verschwanden die Schilder schrittweise aus den Telefonzellen. In den 1980er Jahren warben im Gegenteil Aufkleber an Telefonzellen mit dem Spruch „Ruf doch mal an!“. Anders in der DDR, wo bis zuletzt nur eine Minderheit aller Haushalte einen eigenen Telefonanschluss hatte. 
Die Aufforderung „Fasse dich kurz“ wird heute im Volksmund noch allgemein verwendet, um jemanden zur Kürze zu mahnen.

## Trivia
In der Verfilmung von „Jim Knopf und Lukas der Lokomotivführer“ durch die Augsburger Puppenkiste gab es in der ursprünglichen S/W Version von 1961 noch eine Telefonzelle auf Lummerland. Dieser nur von König Alfons dem Viertel vor Zwölften genutzte Fernsprecher trug die Aufschrift: „fasse dich lang“.
Mit der bekannteren, farbigen Verfilmung durch das Puppentheater 1974 entfiel diese Telefonzelle.